# Chiliosoma porteri
Chiliosoma porteri är en mångfotingart som beskrevs av Henri W. Brölemann 1916. Chiliosoma porteri ingår i släktet Chiliosoma och familjen Dalodesmidae. Inga underarter finns listade i Catalogue of Life.